# Ava Michelle
Ava Michelle Cota (* 10. dubna 2002) je americká herečka. Je známá hlavní rolí Jodi Kreyman v komedii Čára produkované společností Netflix. Je také známá ze třetí a čtvrté série americké reality show Dance Moms.

## Životopis
Ava se narodila a vyrostla ve Fentonu v Michiganu. Má polské předky. Absolvovala JC Broadway Dance Academy, kterou vlastnila a provozovala její matka Jeanette, ale v roce 2017 byla trvale uzavřena. Michelle byla hostující tanečnicí ALDC „Select Team“ ve čtvrté řadě Dance Moms.
Ava studovala soudobý tanec, balet, point, jazz a step. Ava působí také jako modelka a poprvé vystoupila na akci New York Fashion Week v roce 2017. V roce 2018 zahájila kampaň na sociálních médiích #13Reasons4Me, která povzbuzuje lidi, aby ukazovali 13 věcí, které milují na sobě nebo na svém životě.

## Kariéra
Ava se poprvé objevila v roce 2013 v americké reality show Dance Moms a účinkovala zde další čtyři roky. Později, v roce 2018, cestovala po Spojených státech amerických s jinými bývalými celebritami z reality show Dance Moms. V roce 2016 byla v americké reality show So You Think You Can Dance: The Next Generation.
Objevila se v několika krátkých filmech a v roce 2018 si zahrála dvě epizody v seriálu The Bold and the Beautiful. Její první hlavní role byla postava Jodi Kreyman v Netflix komedii Čára, který měl premiéru 13. září 2019, a v pokračování druhého dílu v roce 2022. 

### Film
| Rok  | Název              | Role               | Poznámky |
| ---- | ------------------ | ------------------ | -------- |
| 2018 | A Christmas Dinner | Sophia Bailey      |          |
| 2018 | Mamma Mia!         | Anna               |          |
| 2018 | This Is Me         | Olivia Newton-John |          |
| 2019 | Čára               | Jodi Kreyman       |          |
| 2022 | Čára 2             | Jodi Kreyman       |          |